# Эшли-Купер, Энтони, 8-й граф Шефтсбери
Энтони Эшли-Купер, 8-й граф Шефтсбери (англ. Anthony Ashley-Cooper, 8th Earl of Shaftesbury; 27 июня 1831 — 13 апреля 1886) — британский пэр. Он носил титул учтивости — лорд Эшли с 1851 по 1885 год.

## Происхождение и образование
Родился 27 июня 1831 года. Старший сын Энтони Эшли-Купера, 7-го графа Шефтсбери (1801—1885), и леди Эмили Каролины Кэтрин Фрэнсис Купер (1810—1872), дочери Питера Леопольда Луи Фрэнсиса Нассау Купера, 5-го графа Купера. Он получил образование в школе Рагби (Рагби, Уорикшир).

## Карьера
Корнет (1856) и лейтенант (1857) Дорсетского йоменского полка. В январе 1857 года он был назначен заместителем лейтенанта Дорсета. Он оставил службу в йоменском полку в апреле 1859 года.
Он заседал в Палате общин Великобритании от Кингстон-апон-Халла (1857—1859) и Криклейда (1859—1865). Покровитель и член Общества по пресечению торговли опиумом.
Лейтенант Королевского стрелкового полка милиции Антрима (1858), лейтенант 2-го (Южный Миддлсекс) стрелкового добровольческого корпуса (1860), капитан 28-го Лондонские ирландские стрелки|(Лондонского ирландского) Мидлсексского полка (1860).
В сентябре 1860 года он был произведен в капитаны Антримской милиции , вышел в отставку в 1862 году. В 1863 году он уволился и из Лондонского ирландского стрелкового полка . В феврале 1862 года он был повышен до звания подполковника Дорсетской милиции, занимал эту должность до 1872 года.
В мае 1875 года он был назначен лейтенантом-командующим Лондонского корпуса королевских военно-морских артиллерийских добровольцев, а в июне 1880 года он стал почетным командующим Лондонской бригады.
1 октября 1885 года после смерти своего отца Эньтони Эшли-Купер унаследовал титулы 8-го графа Шефтсбери (Пэрство Англии), 8-го барона Купера из Полетта в графстве Сомерсет (Пэрство Англии), 8-го барона Эшли из Уимборна Сент-Джайлса в графстве Дорсет (Пэрство Англии) и 9-го баронета Купера из Рокборна в графстве Хэмпшир, став членом Палаты лордов Великобритании.

## Семья
22 августа 1857 года лорд Шефтсбери женился на леди Гарриет Августе Анне Сеймурине Чичестер (1836 — 14 апреля 1898), единственной дочери сэра Джорджа Гамильтона Чичестера, 3-го маркиза Донегола, и леди Гарриет Энн Батлер. У супругов было шестеро детей:
- Леди Маргарет Эмили Эшли-Купер (28 сентября 1858 — 16 октября 1931), она вышла замуж за капитана Теофилуса Леветта, сына члена парламента Теофилуса Джона Леветта.
- Леди Эвелин Гарриет Эшли-Купер (27 июня 1865 — 22 января 1931), в 1889 году в первый раз она вышла замуж за 2-го барона Магераморна, а в 1905 году во второй раз — за капитана Хьюго Бэринга (шестого сына Эдварда Бэринга, 1-го барона Ревелстока)
- Леди Милдред Джорджиана Эшли-Купер (25 февраля 1867 — 4 марта 1958), в 1895 году она вышла замуж за Джорджа Оллсоппа.
- Леди Сьюзен Вайолет Эшли-Купер (18 июля 1868 — 16 декабря 1938), в 1892 году она вышла замуж за 12-го графа Мара.
- Энтони Эшли-Купер, 9-й граф Шефтсбери (31 августа 1869 — 31 марта 1961), в 1899 году он женился на леди Констанции Гровенор, старшей дочери графа Гровенора, старшего сына 1-го герцога Вестминстерского.
- Леди Этель Мод Эшли-Купер (16 декабря 1870 — 3 сентября 1945), в 1894 году она вышла замуж за сэра Джорджа Уоррендера (она была известна как леди Мод Уоррендер), певицу и покровительницу музыки, а также личную подругу композитора сэра Эдварда Элгара и его жены.

Лорд Шефтсбери покончил жизнь самоубийством 13 апреля 1886 года, через шесть месяцев после наследования графского титула. Он застрелился из револьвера, находясь в такси на Риджент-стрит в Лондоне.